# Tom Stacks
 (avril 2008).
Si vous disposez d'ouvrages ou d'articles de référence ou si vous connaissez des sites web de qualité traitant du thème abordé ici, merci de compléter l'article en donnant les références utiles à sa vérifiabilité et en les liant à la section « Notes et références ».
Tom Stacks était un chanteur et batteur de jazz. Il apparaît dans de nombreux enregistrements du grand banjoïste Harry Reser à la fin des années 1920 et au début des années 1930.
Il joua dans beaucoup de ses groupes, finalement constitués toujours plus ou moins des mêmes personnes car le banjoïste avait pour habitude  de les nommer sous plusieurs pseudonymes, afin de lui permettre de travailler avec plusieurs compagnies à la fois. Les noms les plus connus de ces groupes restent "The Six Jumping Jacks" et "Harry Reser's Rounders".
Il mourut au début des années 1930 alors qu'il tentait de sauver ses instruments de percussion à l'intérieur d'un restaurant en feu.